# Волков, Андрей Семёнович
Андрей Семенович Волков (1898, Российская Империя — расстрелян в 1937) — советский партийный деятель, 1-й секретарь Васильковского районного комитета КП(б)У Днепропетровской области. Член ЦК КП(б)У в январе 1934 — январе 1938.

## Биография
Родился в крестьянской семье, мордвин.
Член РКП (б) с 1918 года. Участник Гражданской войны в России.
В 1933—1934 годах — начальник политического отдела Просянской машинно-тракторной станции (МТС) Днепропетровской области.
К 1937 году — 1-й секретарь Васильковского районного комитета КП(б)У Днепропетровской области.
В 1937 году арестован органами НКВД. 7 декабря 1937 приговорен к высшей мере наказания, расстрелян. Посмертно реабилитирован в 1957 году.

## Награды
- орден Ленина (7.05.1934)